# اچ‌ام‌اس رانگلر (آر۴۸)
اچ‌ام‌اس رانگلر (آر۴۸) (به انگلیسی: HMS Wrangler (R48)) یک کشتی بود. این کشتی در سال ۱۹۴۳ ساخته شد.